# Max Metzner
Max Karl Metzner (* 15. August 1888 in Königshütte/Oberschlesien; † 12. Januar 1968 in Berlin-Steglitz) war ein deutscher Wirtschaftswissenschaftler, Kartellsachverständiger und Verbandsfunktionär.

## Beruflicher Werdegang
Max Metzner studierte ab 1907 an den Universitäten München und Jena zunächst Naturwissenschaften und Philosophie, dann immer mehr Nationalökonomie und Recht, in Göttingen bis 1911 noch Versicherungswissenschaft. Er hörte Vorlesungen u. a. bei Lujo Brentano. 1912 erhielt er eine Anstellung im Büro des selbstständigen Wirtschaftsberaters und Justiziars Siegfried Tschierschky in Düsseldorf. Dieser war seinerzeit Geschäftsführer von sechs Kartellen bzw. Wirtschaftsvereinigungen sowie Herausgeber der Monatszeitschrift Kartell-Rundschau und einiger kleinerer Verbandszeitschriften. Tschierschky betreute überwiegend Unternehmenszusammenschlüsse der Textilindustrie. Diese „erstreckten sich vom Fachverband über Konditionen-Kartelle bis zum hochausgebildeten Preis-Kartell und sogar zum Arbeitgeber-Verband. Eine größere Mannigfaltigkeit in der Verbandstätigkeit konnte man sich kaum vorstellen.“ Metzner arbeitete sich rasch ein und wurde Tschierschkys rechte Hand.
1922 wurde Metzner in den Reichsverband der Deutschen Industrie berufen, und zwar als Leiter der 1920 gegründeten ‚Kartellstelle’. Der Reichsverband wurde 1934 in die Reichsgruppe Industrie übergeführt, und zwar inklusive seiner Kartellstelle. In dieser beriet Metzner Kartelle oder Kartellinteressenten oder schlichtete Streit innerhalb von Kartellen oder zwischen solchen. „Durch derartige erfolgreiche Einigungsverhandlungen wurde die Kartellstelle bekannt und geschätzt und bisweilen sogar von der Regierung mit solchen Einigungsaufträgen betraut.“ Metzner war während des Dritten Reiches Abteilungsleiter, für einige Jahre außerdem stellvertretender Hauptgeschäftsführer der Reichsgruppe Industrie. Metzner trat zum 1. Mai 1933 der NSDAP bei (Mitgliedsnummer 3.054.114).
Etwa um 1940 wurde die Kartellstelle der Reichsgruppe als eigene Organisationsgliederung aufgelöst und in die ‚Abteilung Marktordnung und Betriebswirtschaft’ eingebracht.
Nach dem „Zusammenbruch von 1945“ verlor Metzner seine Ämter. Die politisch belastete Reichsgruppe Industrie war aufgelöst worden. Eine späte wissenschaftliche Karriere – Metzner war bei Kriegsende 56 – zerschlug sich. Zwischen 1948 und 1955 war Metzner lediglich Lehrbeauftragter für Wirtschaftspolitik an der FU Berlin.

## Wirkung
Metzner war ein führender Vertreter der deutschen Kartellbewegung des 20. Jh. Er hatte diese Organisationsweise und Wirtschaftsform während seiner Berufstätigkeit im Verbandswesen immer konstruktiv gefördert. Im Zuge der von den Alliierten angeordneten Dekartellierung stand seine wirtschaftspolitische Ausrichtung nach 1945 auf verlorenem Posten. Metzner begleitete die Wirtschaftspolitik der frühen Bundesrepublik, die für ihn in die falsche Richtung ging, noch mit kritischen Veröffentlichungen.

## Schriften (Auswahl)
- Preispolitik und Preisbewegung, Mannheim 1923.
- Aufgaben und Tätigkeit der Kartelle in der Gegenwart (zusammen mit Jakob Herle), Berlin 1925.
- Kostenrechnungs-Regeln und -Richtlinien und ihre Auswirkung auf die Preisbildung, Düsseldorf 1942.
- Die deutsche Kartellpolitik von 1933-1945, in: Wirtschaft und Wettbewerb, 4 (1954), S. 227–232.
- Kartelle als Träger der Rationalisierung. Eine Materialsammlung, Berlin 1955.
- Die Kartellpolitik in Deutschland, in: Jahn, Georg/Junckerstorff, Kurt (Hrsg.), Internationales Handbuch der Kartellpolitik, Berlin 1958, S. 89–155.